# Едем Бекіров
Бекіров Едем Айдерович (нар. 6 лютого 1961) — кримськотатарський активіст, колишній політв'язень у Росії.
У 1968 році переїхав з батьками до Криму.
Після захоплення півострова російськими військами допомагав українцям виїжджати на непідконтрольну окупантам територію.
У 2015 році отримав російський паспорт.
В 2006 році втратив одну ногу. У 2017 році переніс операцію на серці, у грудні 2018 року мав зробити ще одну операцію і перед цим поїхав до Криму провідати доньку Наджіє і 78-річну тещу Розу Алядінову. Проте 12 грудня, о 8:30, затриманий на пункті пропуску «Джанкой».
13 грудня суддя Київського райсуду окупаційної адміністрації Сімферополя Валентина Каминіна заарештувала Бекірова на два місяці, звинувативши ч. 2 ст. 222 («незаконне придбання, зберігання і носіння боєприпасів і вибухових речовин, вчинене групою осіб за попередньою змовою», до шести років позбавлення волі) і ч. 2 ст. 222.1 КК РФ («незаконне виготовлення вибухових речовин, а так само незаконне виготовлення, перероблювання або ремонт вибухових пристроїв, вчинене групою осіб за попередньою змовою», до 8 років позбавлення волі)".
У 2019 році провів дев'ять місяців у Сімферопольському СІЗО. Перші пів року перебував у спецблоці, потім під тиском адвокатів переведений до медичної частини. Українська омбудсмен Людмила Денісова перерахувала захворювання пана Едема: перша група інвалідності, гіпертонія, запалення підшлункової, нестерпний біль у спині, трофічна виразка на лівій нозі.
У червні 2019 року Центральний районний суд окупаційної адміністрації Сімферополя засудив Бекірова до семи років позбавлення волі з відбуванням покарання у колонії загального режиму і виплати штрафу в розмірі 150 тисяч рублів.
7 серпня 2019 року Верховний суд окупаційної адміністрації Криму продовжив термін утримання під вартою до 11 жовтня.
8 серпня 2019 року в приймальню президента України було подано звернення дочки Елеонори Бекірової з вимогою вжити всіх заходів, щоб домогтися надання допомоги її батькові, його лікування і звільнення.
Наприкінці серпня 2019 року із Сімферопольського СІЗО на два тижні переправили до Москви. 7 вересня 2019 повернувся в Україну за обміном полоненими (обміняли на колишнього директора «РИА Новости Украина» Кирила Вишинського). Кримінальне провадження у справі в Російській Федерації не закрите.
До російського вторгнення 2022 року разом із родиною проживав у Новоолексіївці Херсонської області. Після захоплення Новоолексіївки російськими окупантами в домі Бекірових відбулися обшуки.
У квітні 2022 року голова Меджлісу кримськотатарського народу Рефат Чубаров повідомив, що Едема Бекірова перевезли для лікування до однієї з провідних спеціалізованих клінік Стамбула, Туреччина.
9 грудня Президент України призначив Едему Бекірову державну стипендію імені Левка Лук'яненка строком на один рік.

## Сім'я
Дві доньки, Наджіє та Елеонора, онука Розальє. Молодша донька Елеонора переїхала до України, виконує обов'язки радника уповноваженої Верховної Ради з прав людини з питань кримськотатарського народу. Дружина Гульнара Бекірова — заступник голови адміністрації Генічеського району, член обласного Меджлісу кримських татар.